# Yponomeuta disemanta
Yponomeuta disemanta is een vlinder uit de familie van de stippelmotten (Yponomeutidae). De wetenschappelijke naam van de soort werd in 1933 gepubliceerd door Edward Meyrick.